# Peperomia pseudorhynchophora
Peperomia pseudorhynchophora är en pepparväxtart som beskrevs av C. Dc.. Peperomia pseudorhynchophora ingår i släktet peperomior, och familjen pepparväxter. Inga underarter finns listade i Catalogue of Life.